# Købet af Alaska
Købet af Alaska er USAs køb af Rusland af det 1,6 millioner km² store område, der senere (med vedtagelsen af Alaska Statehood Act) skulle blive den amerikanske stat Alaska. Købet fandt sted i 1867.

## Baggrund
Rusland havde store finansielle problemer og frygtede at miste Alaska uden at få kompensation herfor, hvis det skulle komme til en konflikt på et tidspunkt. Zar Alexander 2. gav derfor en af sine ministre, Eduard de Stoeckl instrukser om at forhandle med USAs udenrigsminister William Seward i starten af marts 1867.
En kort, men intensiv forhandlingsperiode blev indledt, og traktaten blev indgået 30. marts, hvor prisen var sat til 7 millioner dollars. I USA var der delte holdninger til aftalen: Den amerikanske befolkning var generelt tilfredse med købet, men en del politikere og andre meningsdannere var utilfredse med, at landet brugte denne store sum på det fjerntliggende distrikt.
Charles Sumner, der var formand for senatets udenrigskomite, var imidlertid positiv og holdt en strålende tale som støtte for vedtagelsen af traktaten i Senatet. Vedtagelsen fandt sted 9. april samme år med stemmerne 37 mod 2. På grund af modstand i Repræsentanternes Hus fandt udbetalingen af pengene dog først sted over et år senere, hvor modstanden omsider var overvundet.

## Status på handelstidspunktet
I Sumners tale anførte han, at der i området boede ca. 2.500 russere og blandingsfolk samt ca. 8.000 oprindelige folk, som var under direkte styre af det russiske pelskompagni, samt dertil måske omkring 50.000 eskimoer og indianere uden for dette styre. Russerne havde 23 handelsstationer på øerne og ved kysten. Der var desuden to større byer: Novoarkhangelsk (nu Sitka) med 968 indbyggere samt St. Paul på Kodiak Island med 283 indbyggere.
Amerikanerne valgte navnet "Alaska", der på aleutisk betyder "landet, der ikke er en ø". Overdragelsen fandt officielt sted 18. oktober 1867 i Sitka, hvorefter stort set alle russere forlod området, og et lille kontingent amerikanske tropper blev placeret i byen.
38°54′N 77°02′V / 38.9°N 77.04°V